# فوملاني نتشانغاسي
فوملاني نتشانغاسي (بالإنجليزية: Phumlani Ntshangase)‏ (24 ديسمبر 1994 جنوب أفريقيا - ) هو لاعب كرة قدم جنوب أفريقي، يلعب كلاعب وسط، شارك في كرة القدم في الألعاب الأولمبية الصيفية 2016.

## روابط خارجية
- فوملاني نتشانغاسي على موقع قاعدة بيانات كرة القدم.إي يو (الإنجليزية)
- فوملاني نتشانغاسي على موقع Soccerway.com (الإنجليزية)
- فوملاني نتشانغاسي على موقع أوليمبيديا (الإنجليزية)